# Réunions herrlandslag i fotboll
Réunions herrlandslag i fotboll (franska: Équipe de La Réunion de football) kontrolleras av Réunions fotbollsförbund och spelade sin första landskamp i Madagaskar 1947, och förlorade med 1–2 mot Mauritius i en triangelserie, där även Mauritius deltog. Även mot Mauritius åkte Réunion på stryk, denna gång med 2–4.